# Katerína Stikoúdi
 (avril 2018).
Le contenu est difficilement compréhensible vu les erreurs de traduction, qui sont peut-être dues à l'utilisation d'un logiciel de traduction automatique.
 (avril 2018).
Katerína Stikoúdi (grec moderne : Κατερίνα Στικούδη ; née le 16 avril 1985 à Thessalonique) est une chanteuse, actrice, présentatrice télé, mannequin, entrepreneure et championne de natation  grecque. En 2005 elle fut élue "Miss Hellas" (Miss Ελλάς) au concours Miss Star Hellas et représenta la Grèce au concours de Miss Monde.

## Biographie
Elle est née le 16 avril 1985 à Thessalonique où elle a grandi. Depuis son enfance elle s'est entraînée à la natation. Elle fut nageuse au PAOK  pendant 13 ans. En 2001, âgé de seulement 16 ans, elle a remporté la cinquième place du championnat national.
Après sa scolarité secondaire, elle a étudié au TEI de Larissa et, plus précisément, dans le laboratoire médical. En 2005, à l'âge de 20 ans, en parallèle de ses études, alors qu'elle travaillait pour une boîte de nuit, elle a participé au concours de beauté d'ANT1 et a été couronnée Miss Hellas of the Year 2005.
Mis à part les concours de beauté, Katerina était instructrice de natation pour enfants et étudiante à la TEI de Larissa. Elle a aussi été présentatrice de télévision sur de nombreux spectacles grecs. Elle est également une chanteuse et a publié la chanson "Mi" en 2012.

## Carrière

### 2005-2007
Elle a commencé sa carrière dans le show business en 2005, où il a participé à la reconstitution historique et a été couronnée Miss ANT1 Grèce cette année. Un peu plus tard, elle a représenté la Grèce au concours international de beauté Miss Monde, et a également fait de nombreuses photographies, la plupart du temps pour des magazines. En 2006, âgé de seulement 21 ans, elle a été sélectionnée pour participer les cheveux symparousiastria Themis et Eleanna Tryfidou l'émission du matin « La Sousourela » alors qu'un an plus tard, devient le présentateur de pièce de mode, le spectacle café du matin. Elle joue également en tant qu'acteur dans la série "Dad's Girls".

### 2008-2011
En 2008, elle a été présentée à la «Mega Star» diffusion de la musique, qui a duré jusqu'en 2011. En 2009, il a assumé la présentation du spectacle de renommée internationale, « Guinness World Record Show » avec Kostas Fragkolia et aussi son premier fait étapes dans la chanson, avec la chanson "Now" en collaboration avec le groupe LAVA. Elle a également participé au film "Soula Ela Xana" avec Zeta Makrypoulias. En 2010, elle a fait des apparitions dans la série « Le bâtiment « & » M + M « comme a participé à la Playmate de compétition de l'année, en tant que membre du jury. Alors qu'il était en 2011 une apparition dans la série Mega "La vie de l'autre". En outre, cette même année, elle a sorti la chanson « Obsession » avec NEBMA, qui est devenu un énorme succès et a particulièrement bien connu en tant que chanteur.
La saison 2010-2011, a pris part à talent show « Just The 2 Of Us » qui a remporté la 9e place en 2011, a publié les singles "My Music" et "6 millions" de son premier album studio « Ma musique ", en collaboration avec Universal Music Greece. L'album est devenu or et a été un grand succès. Enfin, la même année, elle a présenté le concours Playmate Of The Year.

### 2012-2016
2012 a été une année très importante pour Stikoudi depuis sorti cinq nouvelles chansons (avec videoclips), fait équipe avec Nick gènes et Oikonomopoulos Stamatis Fever Club et a fait de nombreuses apparitions à la télévision. En 2013, la chanson "High Heels" est sortie en collaboration avec OtherView (musique / paroles) via Sony Music Entertainment Greece. Cela a été suivi par la sortie de l'EP intitulé "Le goût de ma vie". Cette même année, il a publié trois autres chansons (avec) et videoclips la saison 2013-2014, a participé à l'émission Danse avec les stars qui en deuxième place. En 2014, les singles sortent "In A Dream", "Le goût de ma vie" et "Tatouages". est également apparue dans un petit rôle dans la série Votre famille et la boîte de nuit Astra en direct avec Panos Kalidis et Ilias Vrettos.
À l'été 2016, deux nouvelles chansons (avec des clips vidéo) sont sorties, "I Like The Way" et "Piranxas" (en collaboration avec le rappeur TNS). En outre, à travers MAD Video Music Awards, il a présenté Konstantinos Koufo avec une version de la chanson "The Best in Greece" en espagnol.
En automne de la même année, elle a sorti la chanson "Filachto" et en octobre, elle a voyagé à Dubaï avec la chanteuse Naya (la première femme à travailler avec elle pour chanter) pour la vidéo de leur nouvelle chanson, Oxygen. Dans le même temps, une tournée a commencé dans toute la Grèce.

### 2018-Présent
En 2018, la vidéo clip est sorti de sa nouvelle chanson, intitulée "Intuited".

## Discographie
- 2009 : Τώρα / Tora (Feat. LAVA)
- 2010 : Εμμονή / Emmoni (Feat. NEBMA)
- 2011 : 6 Εκατομμύρια / 6 Ekatommyria
- 2011 : Η Μουσική Μου / I Mousiki Mou
- 2012 : Σενάριο / Senario
- 2012 : Μη / Mi
- 2012 : Απ' Την Αρχή / Ap' Tin Arxi
- 2012 : Ο.Κ. (Δεν Τρέχει Τίποτα) / O.K. (Den Trexei Tipota)
- 2012 : Σαν Να Μην Υπάρχω / San Na Min Yparxo
- 2013 : Ψηλά Τακούνια / Psila Takounia
- 2013 : Μίλια Μακριά / Milia Makria (Feat. Ablaze)
- 2013 : Μ' Ένα Σου Φιλί / M' Ena Sou Fili
- 2014 : Σ' Ένα Όνειρο / S' Ena Oneiro
- 2014 : Η Γεύση Της Ζωής Μου / I Geysi Tis Zois Mou
- 2014 : Τατουάζ / Tatouaz
- 2015 : Cliche
- 2015 : Συννεφιά / Synnefia
- 2015 : Θα Σου Περάσει / Tha Sou Perasei (Feat. NEBMA)
- 2016 : Voices
- 2016 : I Like The Way
- 2016 : Πιράνχας / Piranxas (Feat. TNS)
- 2018 : Intuited